# Malajzia
Malajzia délkelet-ázsiai ország az Egyenlítő közelében, tizenhárom államból és három szövetségi területből álló föderáció. Területe 330 803 km², amelyből 130 598 km² van a Maláj-félszigeten, a többi pedig - kisebb szigetektől eltekintve - Borneón. A mintegy 36 millió lakosú ország (2025) fővárosa Kuala Lumpur, de a szövetségi kormány székhelye Putrajaya.
Az ország többnemzetiségű és multikulturális, ami jelentős hatással van a politikájára is. A lakosság mintegy fele etnikailag maláj, a jelentős kisebbségeket a kínaiak, indiaiak és a bennszülöttek teszik ki. Az ország elsődleges, hivatalos nyelve a maláj, de az angol széles körben beszélt. Az alkotmány az iszlámot ismeri el az ország hivatalos vallásaként, de vallásszabadságot biztosít a nem muszlimok számára. Az államfő megválasztott uralkodó, akit a szövetségi államok szultánjai közül választanak ötévente.
A múltja a területén létező maláj királyságokban gyökerezik, de a 18. század óta a Brit Birodalom uralma alatt állt. 1957-ben a Maláj-félsziget (Malaya) elnyerte függetlenségét. 1963-ban Malaya egyesült Sabahhal, Sarawakkal és Szingapúrral, és megalakították Malajziát. 1965-ben Szingapúrt kizárták az államszövetségből, és az független városállammá vált.
Malajzia függetlenné válása (1957) után a bruttó hazai termék (GDP) közel ötven évig rohamosan, átlagosan évi 6,5%-kal nőtt. Az ország gazdasága hagyományosan a természeti erőforrásokra támaszkodik, de terjeszkedik a kereskedelem, a turizmus és a gyógyturizmus irányába is. Az újonnan iparosodott országok közé tartozik és  előkelő helyen szerepel a humán fejlettségi indexen (HDI). Alapító tagja az Iszlám Együttműködési Szervezetnek (OIC), a Kelet-Ázsia Csúcstalálkozónak (EAS) és a Délkelet-ázsiai Nemzetek Szövetségének (ASEAN), valamint tagja az el nem kötelezett országoknak (NAM), a Nemzetközösségnek és az Ázsiai és Csendes-óceáni Gazdasági Együttműködésnek (APEC).

## Földrajza
A délkelet-ázsiai ország két, egymástól 600–650 km távolságban lévő országrészből áll:
- Nyugat-Malajziából (Maláj-félsziget, mely az Indokínai-félsziget déli nyúlványa),
- Kelet-Malajziából (Borneó sziget északi része, mely a Maláj-szigetvilághoz tartozó Nagy-Szunda-szigetek legnagyobb tagja).

A félszigeten északon Thaifölddel, délen Szingapúr szigetével határos. Borneó szigetén délen Indonézia tartományaival határos, északnyugaton körbezárja a független Brunei állam területét.

### Domborzat
A Maláj-félsziget tengelyében sűrű erdőkkel borított hegység, a Központi-hegyvidék húzódik, amelyet nyugatról parti síkság övez. Borneó sziget partvidékét síkságok tagolják (sok helyen mocsaras, mangrovés síkságok), amelyekből kelet és dél felé hegységek, fennsíkok emelkednek ki. Legmagasabb pontja Borneó szigetén a Kinabalu (4101 méter). A Borneón (Sarawak) található karsztos Mulu-hegység (2371 m) rejti magában a Föld legnagyobb barlangtermeit.

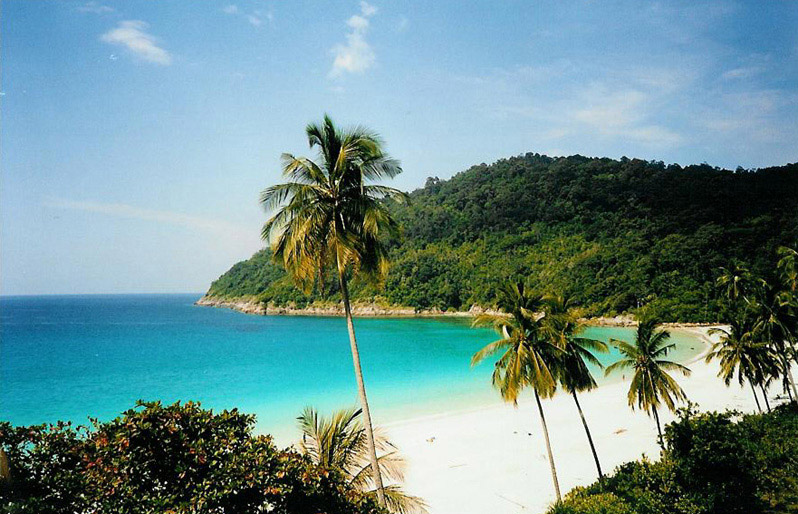
Tengerpart Redang szigetén
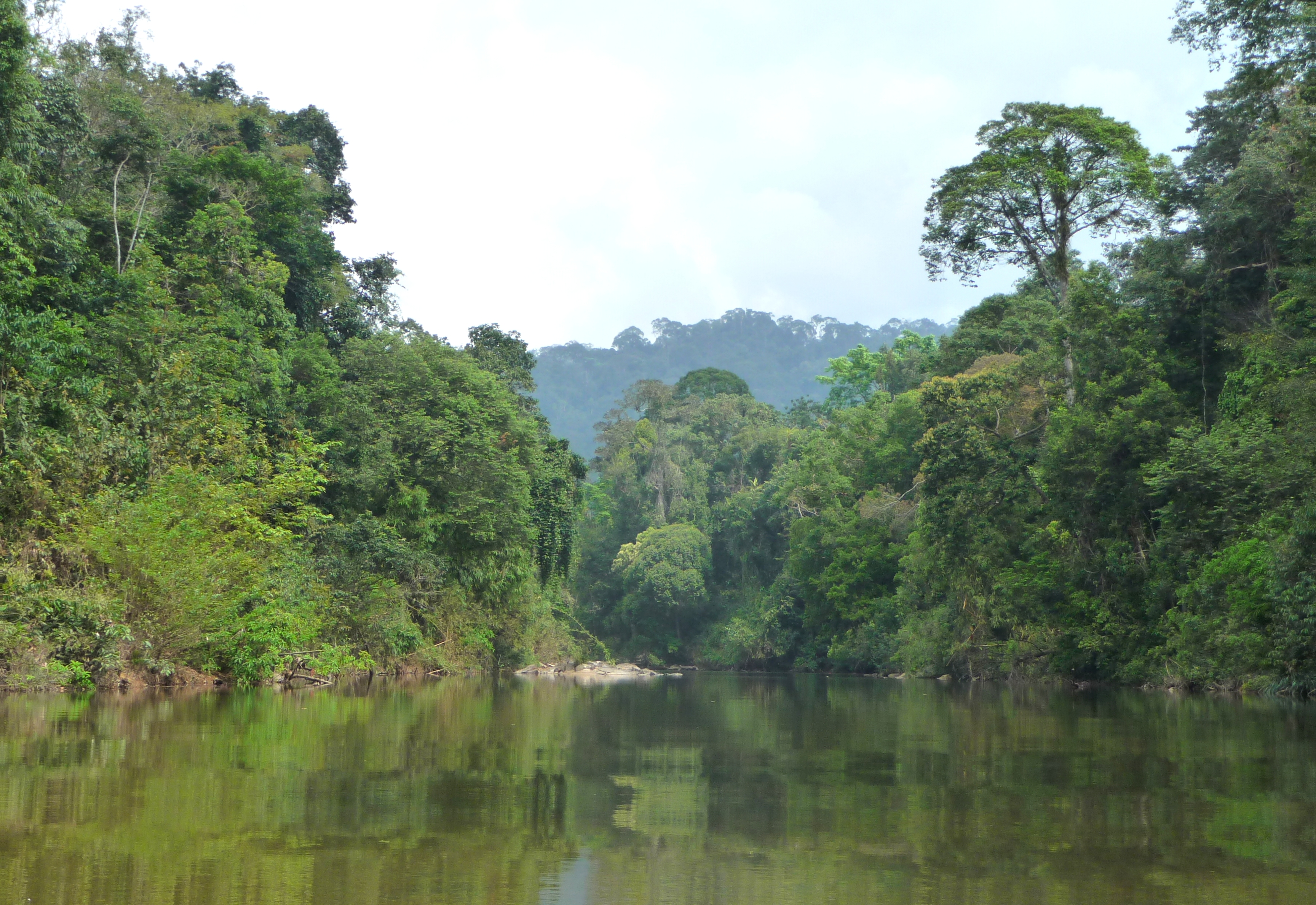
Őserdő, Endau-Rompin Nemzeti Park
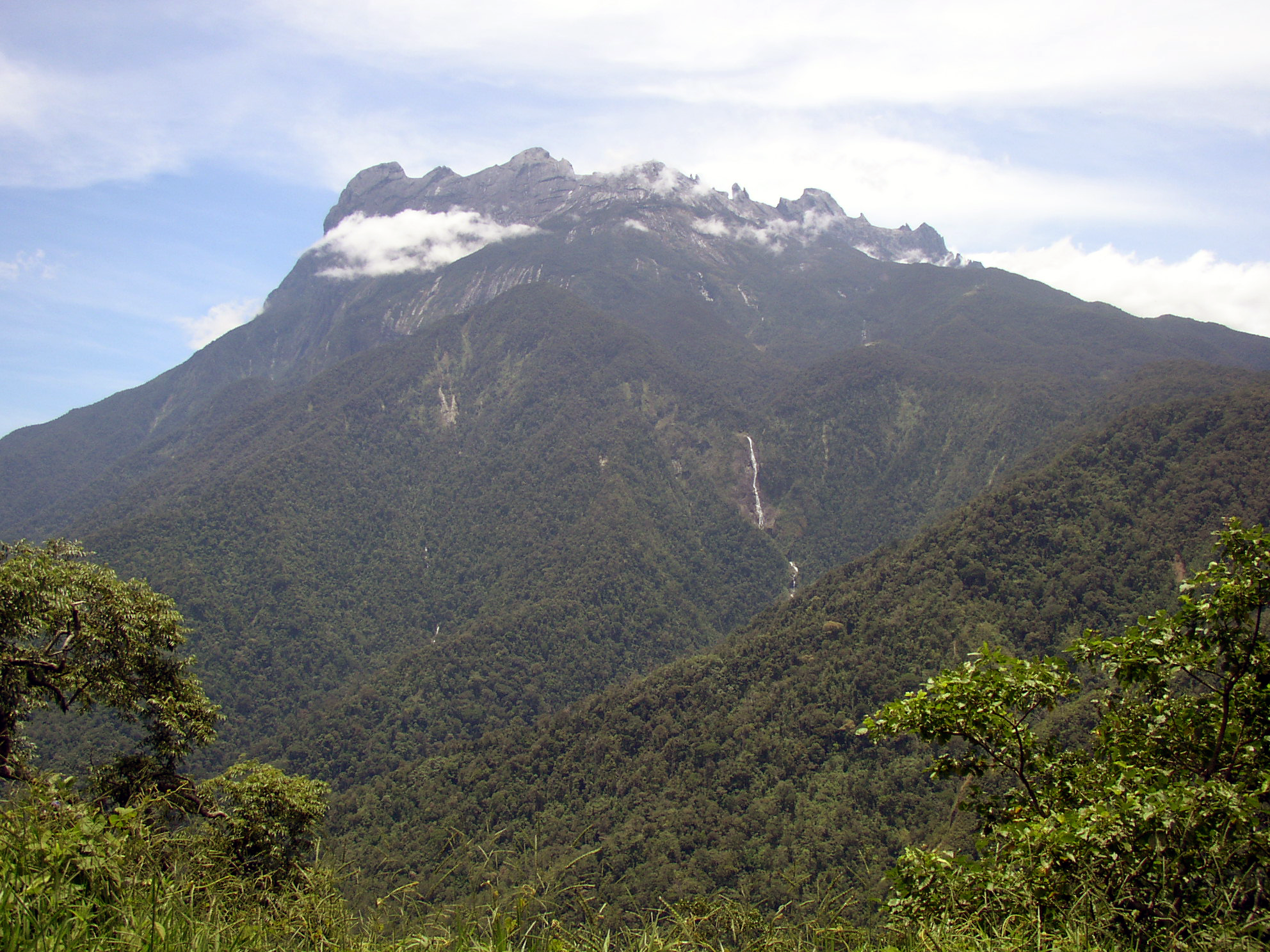
Kinabalu-hegy, Kinabalu Park, Sabah, Malajzia legmagasabb pontja

| Thaiföld Brunei Szingapúr I n d o n é z i a Indonézia Sarawak Sabah Miri Georgetown Johor Bahru Kota Kinabalu Kuching Kuala Lumpur Melakka Ipoh Kuantan Kuala Terengganu Sandakan B o r n e ó Szumátra Pinang Langkawi Anambas Natuna-szk. Riau-szk. Kinabalu Dél-kínai-tenger Malaka- szoros Sulu- tenger Celebesz- tenger |
| térkép szerkesztése |

### Vízrajz
A maláj-félszigetet nyugaton a Malaka-szoros, keleten a Dél-kínai-, illetve Borneót a Sulu- és a Celebesz-tenger határolja. Délen a félszigetet a Dzsohori szoros (Straits of Johor) választja el szomszédjától, Szingapúrtól.
A sok csapadék bővizű, de rövid folyókat táplál. Nagyobb folyói:
- A félszigeten: Pahang (475 km), Perak (400 km), Kelantan (350 km).
- Borneón: Rajang (560 km), Kinabatangan (560 km), Baram (400 km).

### Éghajlat
Malajzia éghajlata egyenlítői, az időjárás itt forró, páradús és csapadékos. Mindkét országrész a Föld legmelegebb pontjait összekötő termikus Egyenlítő mentén fekszik. Az évi középhőmérséklet 27-28 °C, az évszakos ingadozás 1-2 °C, a nappalok és az éjszakák között 5-8 °C. A forrósággal nagy légnedvesség párosul (átlagosan 85%). A térség az egyenlítői esők övezetébe tartozik, a csapadék mennyiségét a váltakozó irányú szélrendszer is növeli. Májustól szeptemberig a DNy-i monszun érvényesül, majd 6-8 heti átmeneti időszak után az ÉK-i monszun (tkp. passzát) uralkodik, amely a tenger felől érkezve szintén sok esőt hoz. A Maláj-félsziget nyugati oldalán évi 2200-2700 mm, a keleti parton 2800-3000 mm, Borneón 3000-4000 mm eső hull. A belső hegyvidéken az évi csapadék 5000-6000 mm.

### Élővilág
Faunája bennszülött fajokban gazdag. A főemlősöket az orangután, a sziamang, a fürge- és a szürke gibbon, a nagyorrú majmok és a makákók képviselik. A ragadozók közül megtalálható a maláji vadkutya, a maláj tigris, a ködfoltos párduc, az ázsiai aranymacska és a maláj medve. Előfordul még az ázsiai elefánt, a páratlanujjú patások közül az indiai tapír, illetve a jávai- és szumátrai orrszarvú.
Zonális eredeti növénytakarója trópusi esőerdő. A síkvidéki esőerdők 800 méter magasságig hatolnak a hegyek oldalán. Felettük hegyi esőerdők, majd köderdők nőnek. Az ország területének kb. 2/3-át borítja erdő (a 2000-es évek elején). A kiirtott erdők helyén kaucsukfa-, olajpálma- és rizsültetvények húzódnak. A part menti síkságon sok helyen mocsárerdők, az árapály zónában mangroveerdők élnek.
A gazdasági életben a 19. század folyamán volt nagy szerepe a fakitermelésnek. Az 1960-as években ismét hirtelen megnőtt a fakitermelés. A következmény: nagyon gyorsan súlyos gonddá vált a talajerózió. Ekkor tervszerű erdőgazdálkodást vezettek be az egész országban. A kivágott erdők egy részét újratelepítették, a leromlottakat feljavították. A kormány ösztönözte az értékes fafajták (pl. teakfa) telepítését, de a gyorsan növő, a papírgyártás nyersanyagaként szolgáló fajták telepítését is.

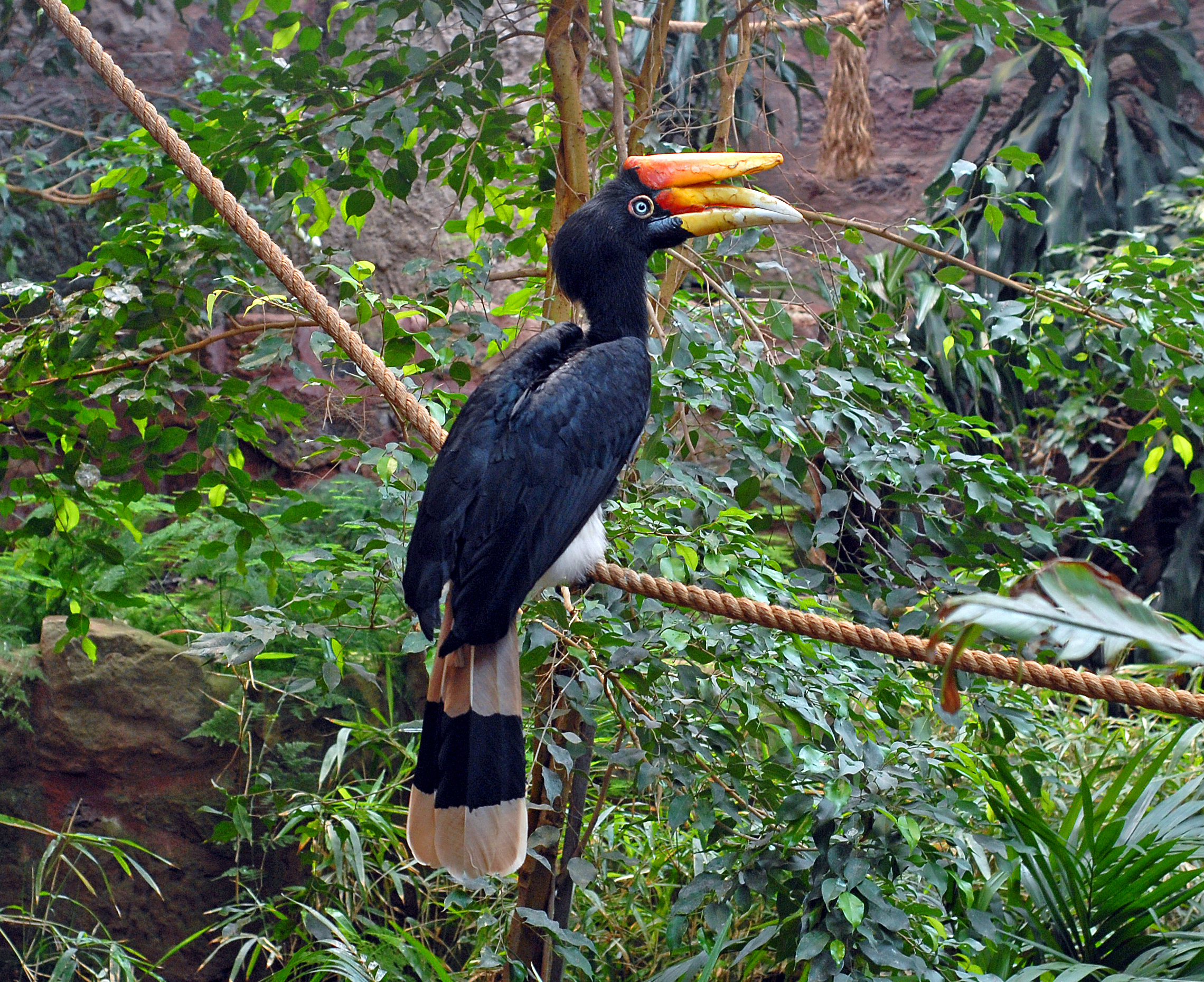
Orrszarvú madár
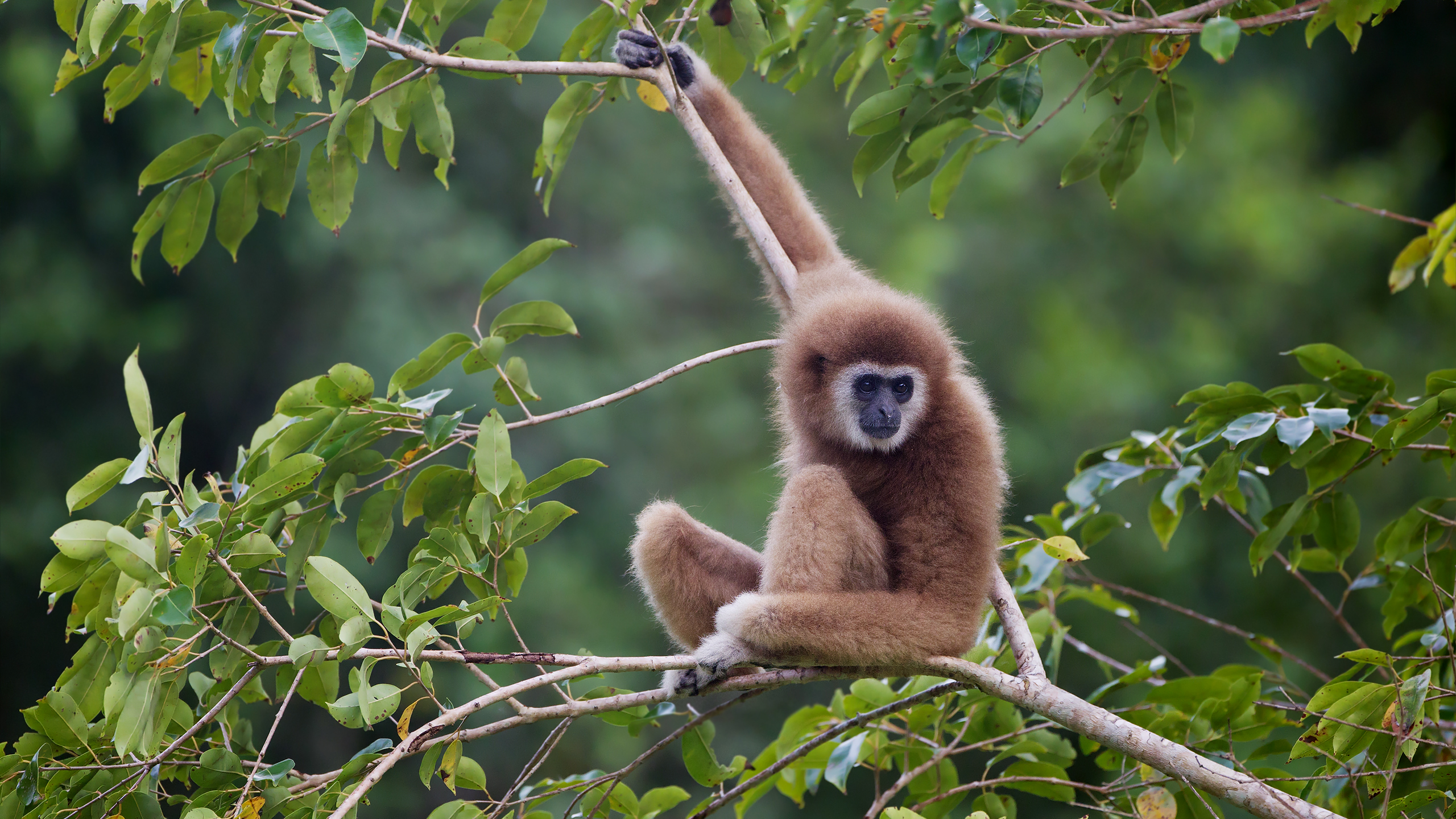
Fehérkezű gibbon
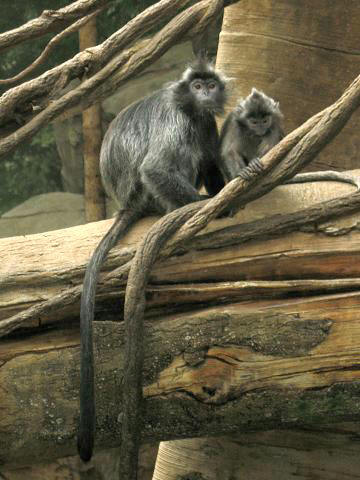
Ezüstös langur
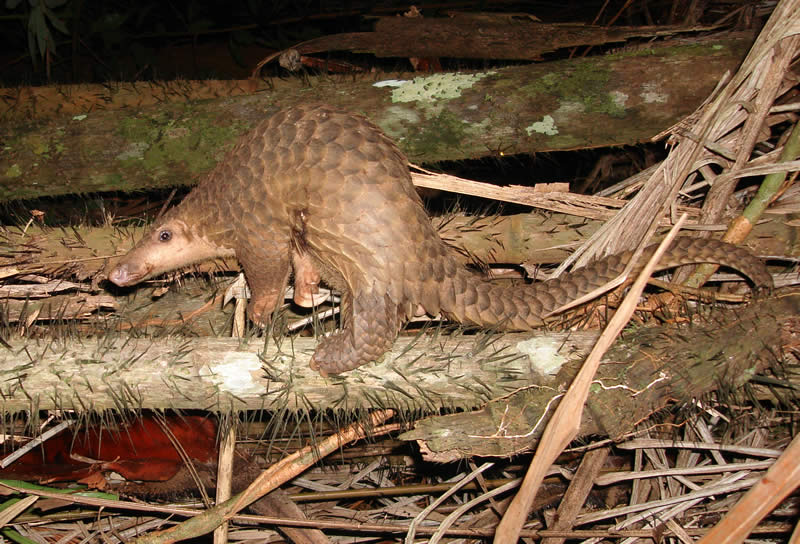
Hátsó-indiai tobzoska
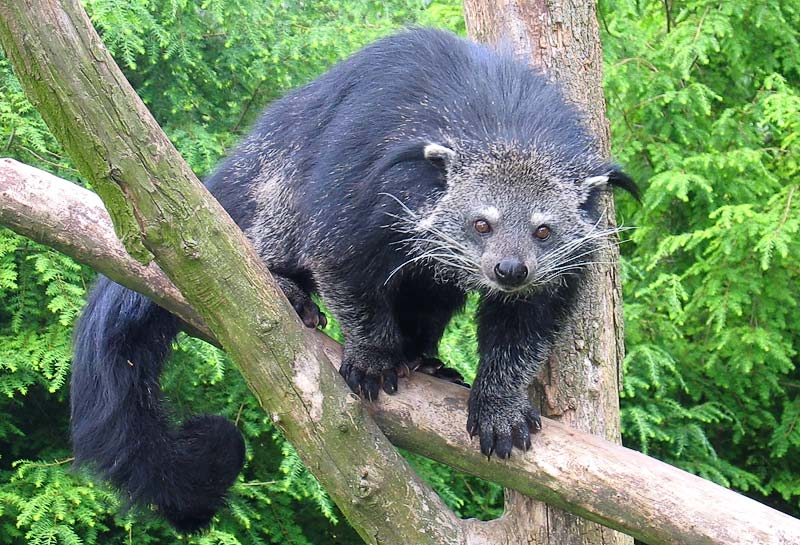
Binturong
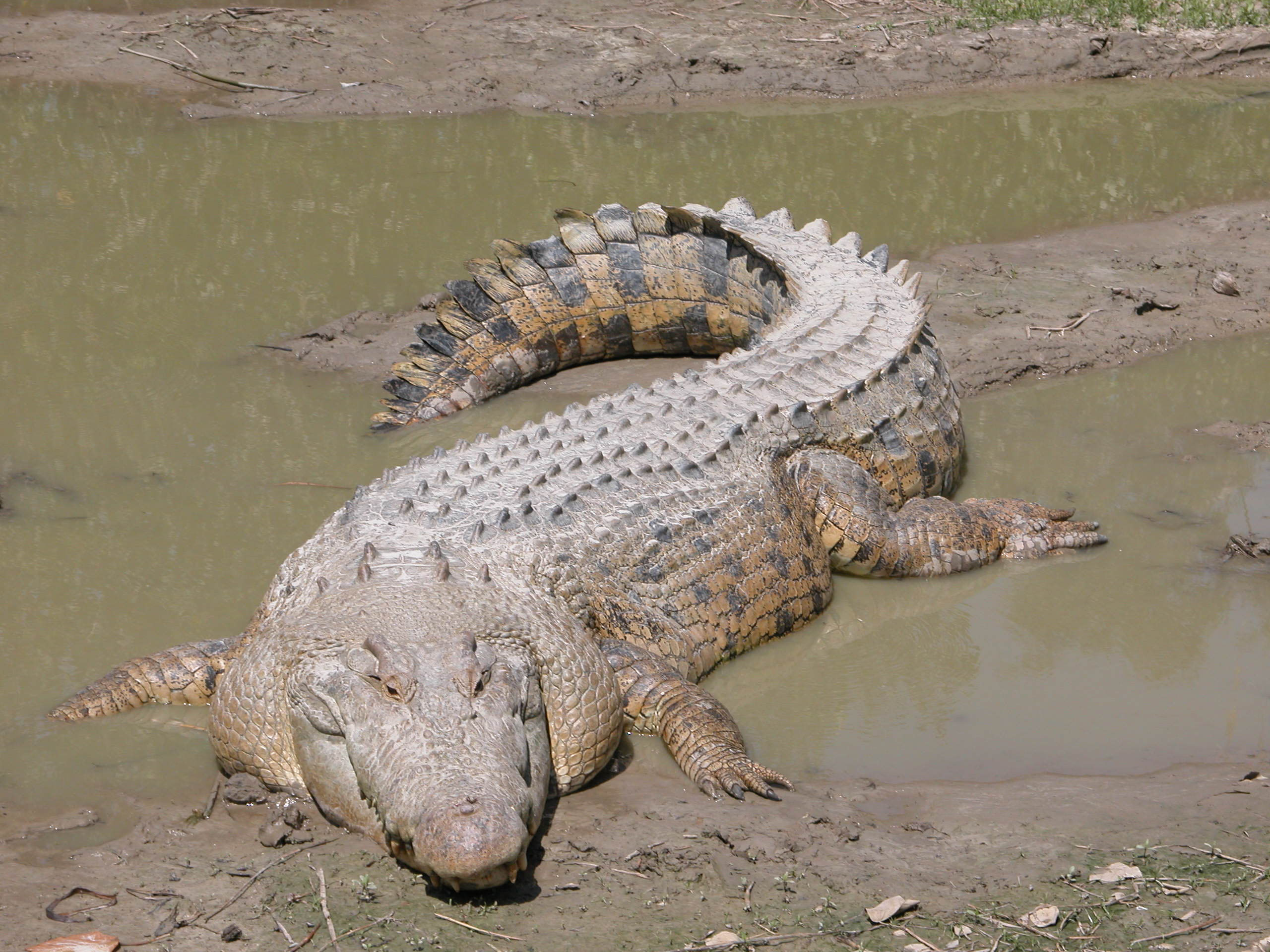
Bordás krokodil
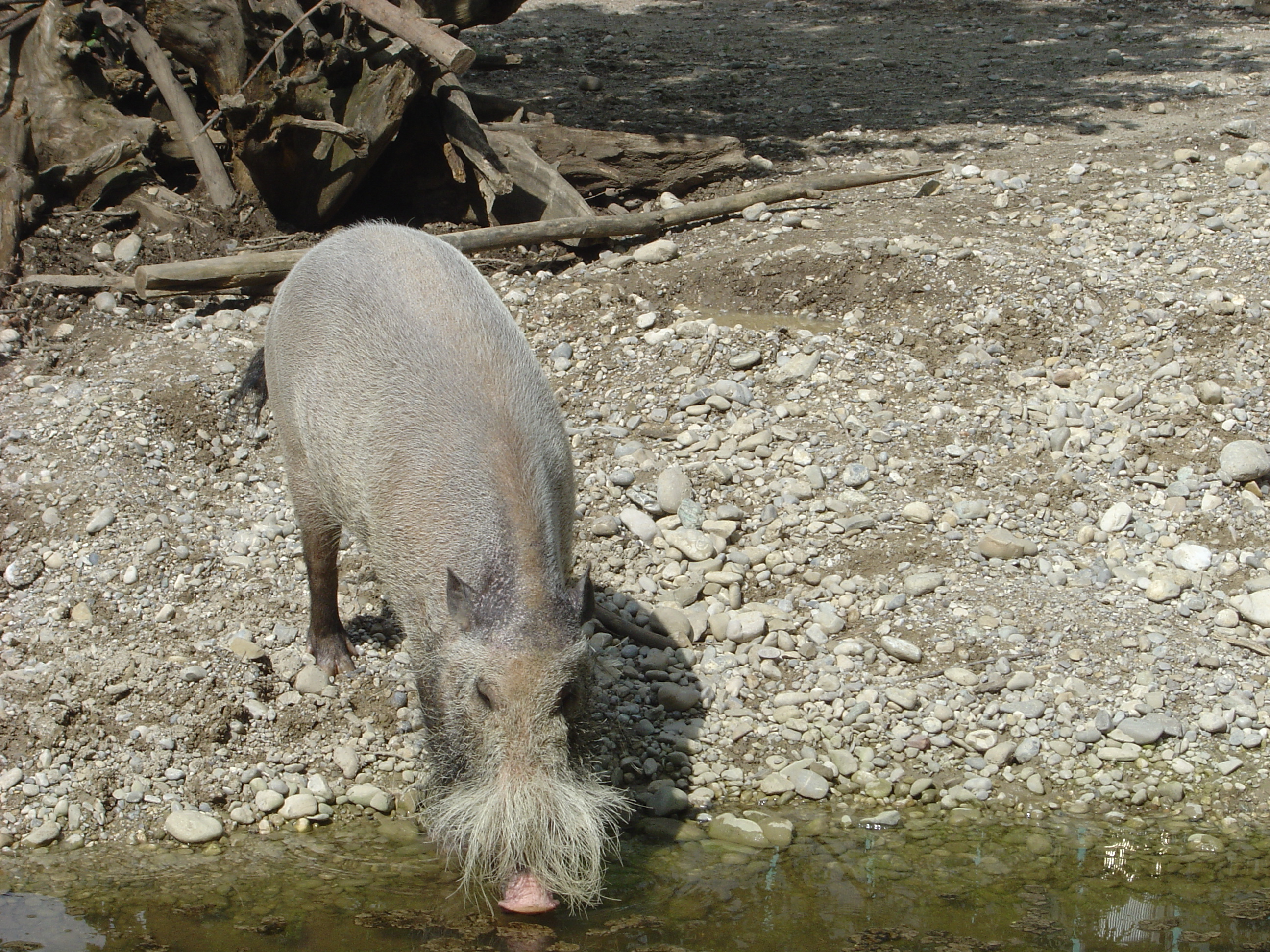
Szakállas disznó

#### Nemzeti parkok
A tengerpartok mangrove mocsaraitól a hegytetőkön élő tölgyesekig sokféle erdő van Malajziában. Sok helyen ezekben alakítottak ki nemzeti parkokat.

#### Természeti világörökség
Az UNESCO Malajzia két nemzeti parkját tekinti a természeti világörökség részének: a Gunung Mulu Nemzeti Parkot és a Kinabalu Parkot.

## Történelem
Legkorábbi lakói negritó és veddid eredetűek voltak, akik valószínűleg 5-8 ezer évvel ezelőtt érkeztek a területre a mai Kína DNy-i vidékéről. Az első maláj telepesek (protomalájok) a Kr. e. 2. évezredben jöttek DK-Ázsia felől, őket több hullámban követték később az újmalájok.
Az időszámítás első századaiban már centralizált hindu-maláj államok alakultak ezen a területen. Ekkor Indiával és Kínával állandó kereskedelmi kapcsolatot folytattak. Malajzia mai területe a korai időktől fogva DK-Ázsia egyik hajózási-kereskedelmi központja volt.

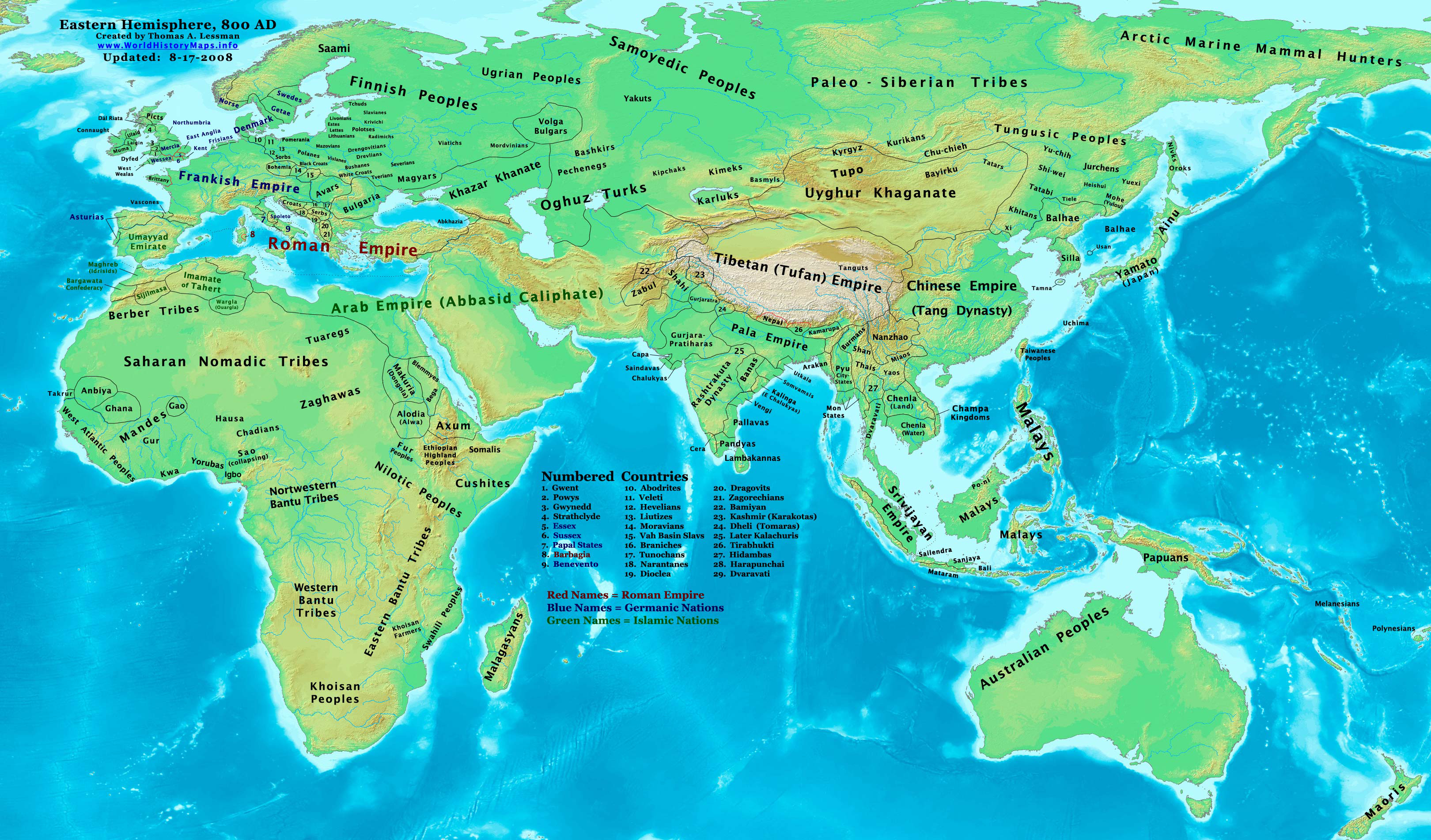
A világ képe 800 körül
A Srivijaya Birodalom maximális kiterjedése a 8. század körül
A dél-indiai Csola Birodalom (kék) és vazallusai (rózsaszín) 1030 körül

Az 1. évezred fordulóján az indonéz szigetvilág túlnyomó része a nagy Srividjaya  (Srivijaya) buddhista-maláj birodalomban egyesült, amely a 8-13. század között uralta a félszigetet. A 14. századtól a jávai hindu állam, Majapahit  terjesztette ki a fennhatóságát a területre.
Az első bizonyíték az iszlám megjelenésére a Maláj-félszigeten szintén a 14. századból származik. Melaka (Malakkai Szultanátus), a maláj kereskedők egyik központja az iszlám DK-ázsiai támasza lett.
A 16. század elején a portugálok hódították meg a Malakkai Szultanátust , majd 1641-ben holland uralom alá került. Egyik európai hatalom sem tudta azonban ellenőrzése alá vonni az egész félszigetet, ahol később is újabb szultanátusok alakultak. A Szumátra szigetéről érkező minangkabau telepesek létrehozták a Kilenc Állam (Negri Sembilan) szövetségét.
Közben a hollandokat az angolok váltották fel 1795-ben, majd 1818 és 1824 között rövid időre ismét a hollandok kezére került a terület, az 1824-es londoni szerződésben azonban kénytelenek voltak lemondani róla Nagy-Britannia javára.
A 19. század folyamán a maláj államok gyakran vettek igénybe brit segítséget belső konfliktusaikban. Az itt kitermelt ón fontossága a brit kormányzatot beavatkozásra késztette az óntermelő maláj államok ügyeibe. A 19. század második felétől kínai és indiai (tamil) bevándorlók jelentek meg a félszigeten.
A 20. század fordulójára Pahang, Selangor, Perak, Negeri Sembilan államokban, vagyis a szövetséges maláj államokban a tényleges hatalom a brit megbízottak kezében volt, akiket a maláj uralkodók ellenőrzésére neveztek ki. A britek „tanácsadónak” nevezték őket, de a valóságban döntő befolyásuk volt a maláj uralkodókra. Az angol uralom kiterjesztése 1909-ben fejeződött be, amikor Sziámtól elhódították a mai északi államok területét is. Az országot 1941–42-ben megszállták a japánok, majd a második világháború után visszatértek az angolok, és 1948-ban megalakították a Maláj Államszövetséget, amely brit protektorátus volt. Az ötvenes években kiéleződtek a belső ellentétek és felkeléssé fajultak, amit a briteknek csak külső segítséggel sikerült leverniük.
Az ország önállóságát csak 1957-ben ismerték el, amikor Maláj Államszövetség néven a brit Nemzetközösség független állama lett. 1963-ban csatlakozott az államszövetséghez az észak-borneói terület és Szingapúr, ekkor változott az ország neve Malajziai Államszövetségre. Szingapúr 1965-ben kivált, és önálló köztársaságként független állam lett.
A függetlenség első éveit az Indonéziával való konfrontáció jellemezte. Indonézia ellenezte Malajzia létrejöttét. Szingapúr 1965-ben ki lett zárva a szövetségből. A Fülöp-szigetek igényét jelentette be Sabahra. Ezt arra alapozta, hogy Brunei északkeleti területei 1704-ben a Sulu szultánsághoz csatlakoztak, amely utóbb Fülöp-szigetek része lett. Ezt az igényt Malajzia elutasította. Az 1969. május 13-i faji zavargások után Abdul Razak miniszterelnök ellentmondásos új gazdaságpolitikába kezdett. Ennek célja a jövedelmek egy részének átcsoportosítása volt a bumiputras („hazai nép”) számára. Ebbe a malájok többségét beleértették, de nem a teljes bennszülött lakosságot. Malajzia azóta egy különleges etnikai-politikai egyensúlyt tart fenn, ahol a kormányzat arra törekszik, hogy minden rassz részesedjen a gazdaság fejlődésének hasznából, a gazdasági és politikai hatalomból.
Az 1980-as években az 1990-es évek közepéig Malajzia jelentős gazdasági fejlődést élt át Mahathir bin Mohamad miniszterelnöksége idején. Ekkor lett Malajzia mezőgazdasági országból ipari országgá, ahol az ipar fő ága a számítástechnikai és fogyasztói elektronikai eszközök gyártása. A tájképet is megváltoztatta számos óriásberuházás. Ezek közül legnevezetesebb a Petronas kettős tornya, Kuala Lumpur nemzetközi repülőtere, az észak–déli autópálya, 
Sepang Formula–1 pályája, az új szövetségi főváros, Putrajaya.

## Államszervezet
Malajzia államformája monarchia, kormányformája föderatív választói alkotmányos monarchia. 

### Az ország vezetése

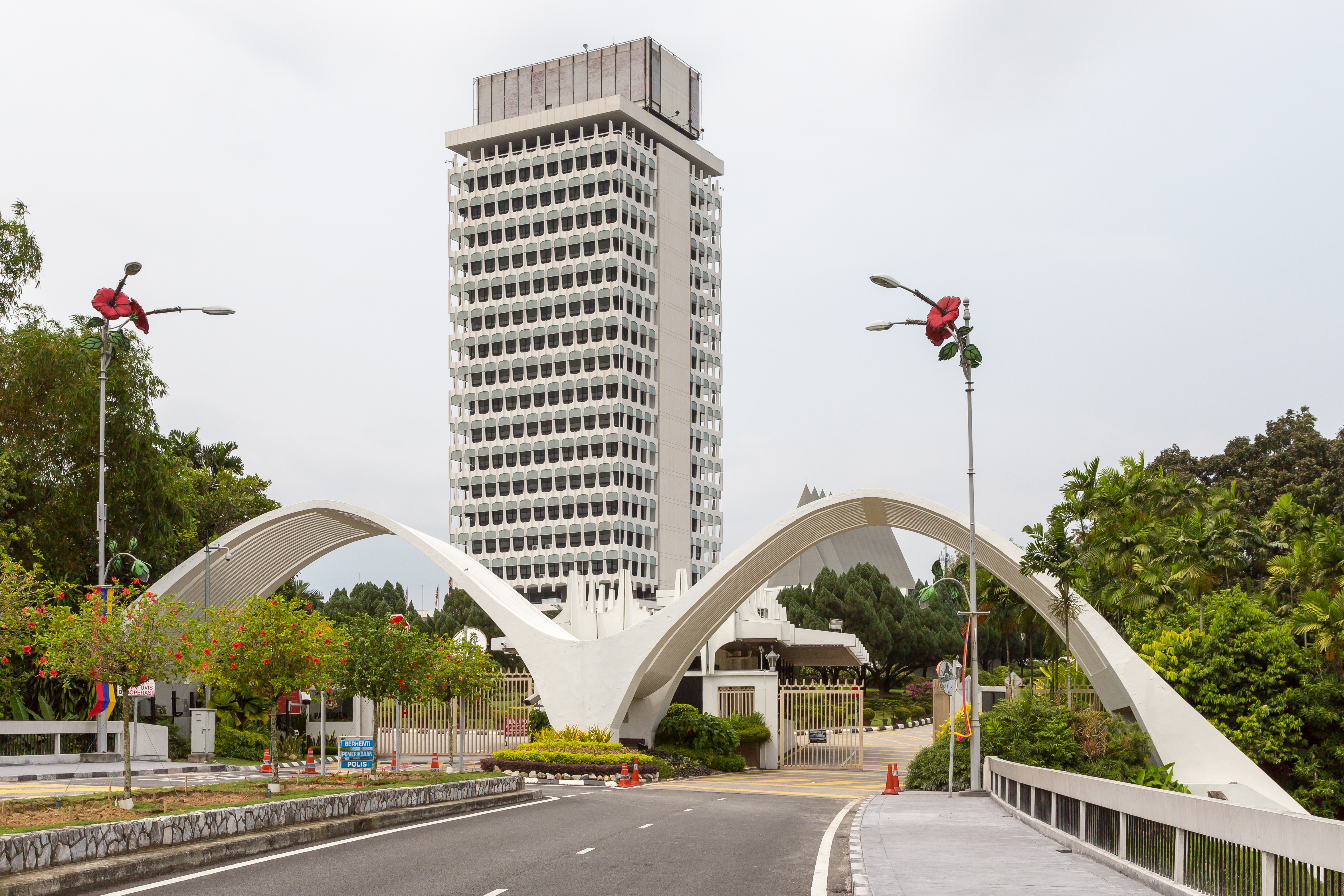
A parlament épülete, Kuala Lumpur

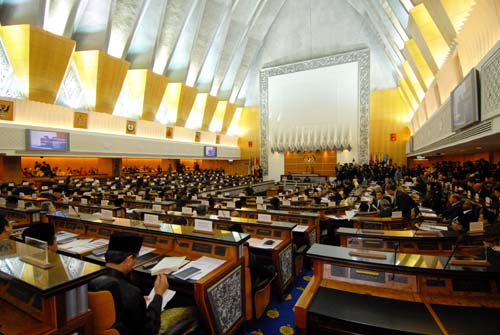
A képviselők ülésterme a parlamentben

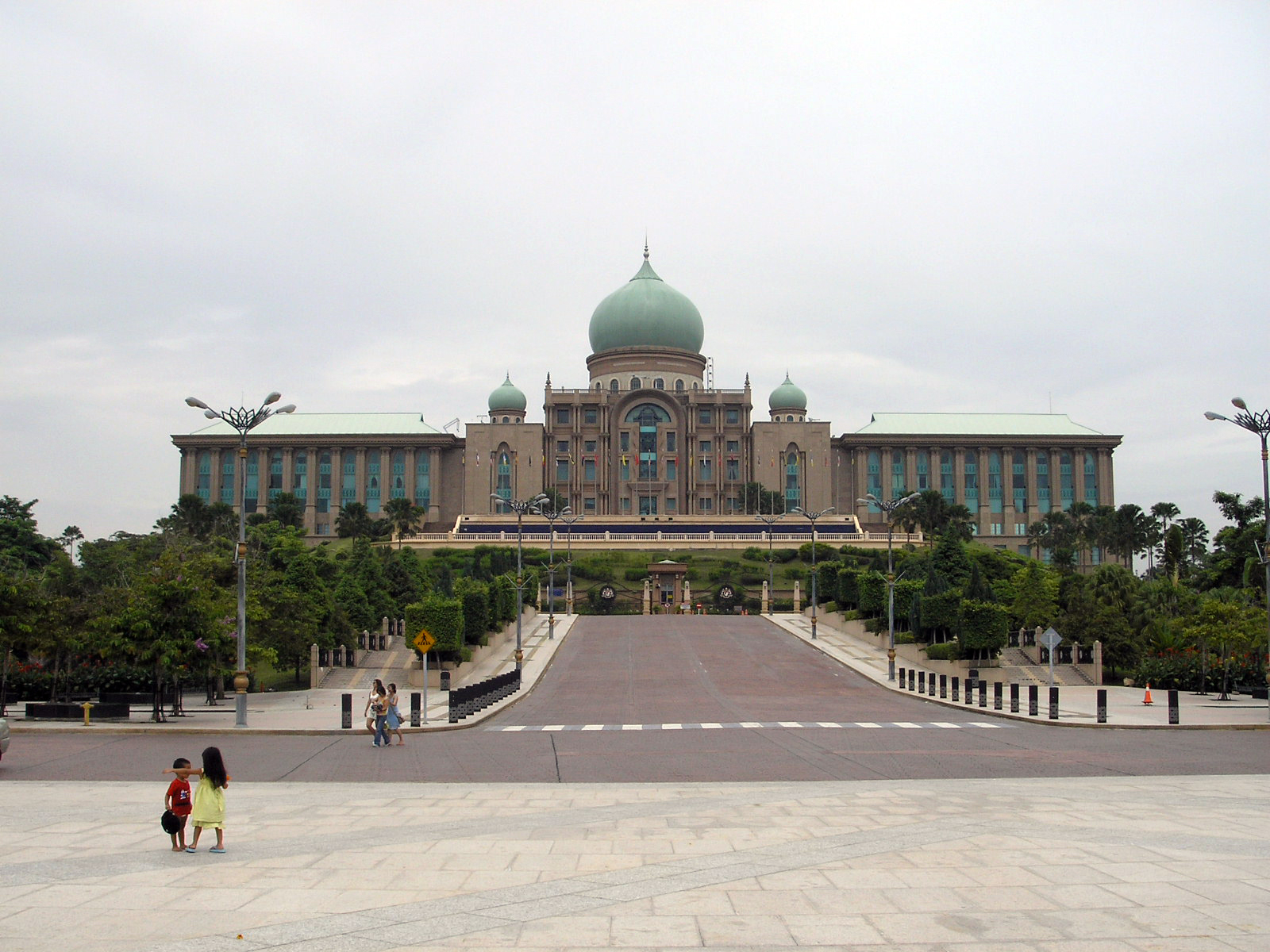
A miniszterelnöki hivatal, Putrajaya

A tizenhárom államot szultánok és rádzsák vezetik, közülük választják meg ötévente a föderáció protokolláris szerepkörű államfőjét, aki a Yang di-Pertuan Agong (legfőbb szultán) címet viseli. 2016-tól V. Muhammad uralkodott az országban, de 2019-ben lemondott, helyére Abdullah pahangi szultánt választotta az uralkodók testülete.
Malajzia szövetségi államfője a Yang di-Pertuan Agong, vagyis a legfőbb szultán, aki a parlament és a kormány tanácsaival összhangban uralkodik . A legfőbb szultánt ötévente választják meg a maláj államok 9 örökletes szultánja közül; a másik 4 állam, akiknek névleges kormányzóik vannak, nem vesznek részt a választásban. Malajzia kormányzati rendszerét a nyugati parlamentáris rendszerekről mintázták, ez a brit gyarmati uralom hagyatéka. A gyakorlatban mégis több hatalommal van felruházva a kormányzat végrehajtói ágában, mint a törvényhozóiban, és a bírói testület meggyengült a kormány hosszan tartó támadásaitól a Mahathir korszakban. Az 1957-es függetlenség óta Malajziát egy több pártból álló koalíció kormányozza, a Nemzeti Front (korábban Szövetség).
A törvényhozói hatalom megoszlik a szövetségi és tagállami parlamentek között. A kétkamarás parlament alsó házból (Képviselők Házára vagy Dewan Rakyat, szó szerint a „Nép Terme”) és a felső házból (Szenátus vagy Dewan Negara, szó szerint a „Nemzet Terme”) áll. A 222 tagú Képviselők Háza az 5 évre választott egyéni választókerületi képviselőkből áll. A 70 szenátor mandátuma 3 évre szól; 26-ot a 13 nemzetgyűlés választ meg, 2 képviseli Kuala Lumpur szövetségi kerületét, és 1-1 Labuan és Putrajaya szövetségi területéről; 40-et a király nevez ki. Minden egyes állam rendelkezik egykamarás törvényhozó nemzetgyűléssel (malájul: Dewan Undangan Negeri, melynek tagjait egyéni választókerületben választanak meg. Bejegyzett szavazó minden 21. életévét betöltött állampolgár, aki szavazhat a Képviselők Háza tagjaira és a legtöbb tagállamban a törvényhozó nemzetgyűlésre is. A 2019-es alkotmánymódosítás óta, 18 éves kortól lehet szavazni. A szavazás nem kötelező.
A végrehajtói hatalom a kabinet, melyet a miniszterelnök vezet, aki a malajziai alkotmány szerint a parlament alsó házának tagja. Ő a maláj király (Yang di-Pertuan Agong) felhatalmazásával irányítja a parlamenti többséget. A kabinetet a Parlament mindkét házából választják és annak a testületnek tartozik felelősséggel.
A tagállamok kormányait a Legfőbb Miniszterek vezetik (Menteri Besar a maláj államokban vagy Ketua Menteri azokban az államokban ahol nincs örökletes uralkodó) aki tagja nemzetgyűlésnek a többségi pártból a Dewan Undangan Negeri. Minden államban, ahol örökletes uralkodó van, a Legfőbb Miniszternek muszlim malájnak kell lennie, bár ez a szabály tárgya a uralkodók diszkriminációjának.

### Közigazgatási beosztás
Az ország 13 szövetségi államból és 3 szövetségi területből áll.
- A 13 állam: Johor ·  Kedah ·  Kelantan ·  Melaka ·  Negeri Sembilan ·  Pahang ·  Perak ·  Perlis ·  Pulau Pinang ·  Selangor ·  Terengganu ·  Sabah ·  Sarawak
- A 3 szövetségi terület: Kuala Lumpur  ·  Labuan  ·  Putrajaya

| Perlis Kedah Pinang Kelantan Terengganu Perak Selangor Negeri Sembilan Melaka Johor Pahang Sarawak Sabah Labuan Kuala Lumpur Putrajaya Nyugat-Malajzia Kelet-Malajzia Kék: államok Piros: szöv. terület Dél-kínai-tenger Malaka- szoros Thai-öböl Sulu-tenger Celebesz-tenger Brunei Indonézia Szingapúr Thaiföld |

## Népesség
Az ország népessége mintegy 36 millió fő 2025 nyarán. Népsűrűsége ekkor 110 fő/km², de a népesség eloszlása rendkívül egyenetlen, a lakosok zöme, mintegy 79 százaléka a Maláj-félszigeten él, ott is főleg annak a nyugati partvidékén. 

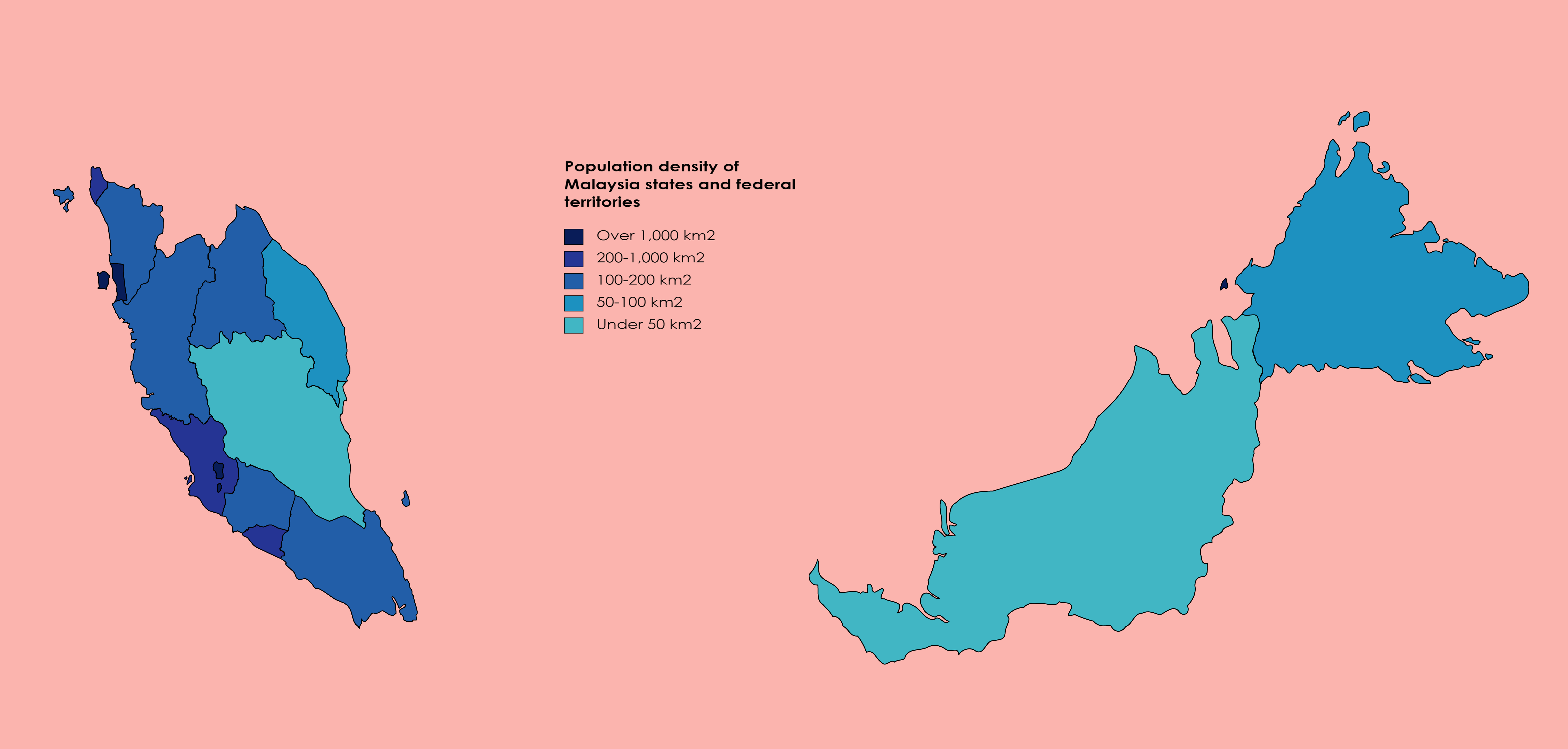
Malajzia népsűrűsége 2018-ban

### Népesebb települések

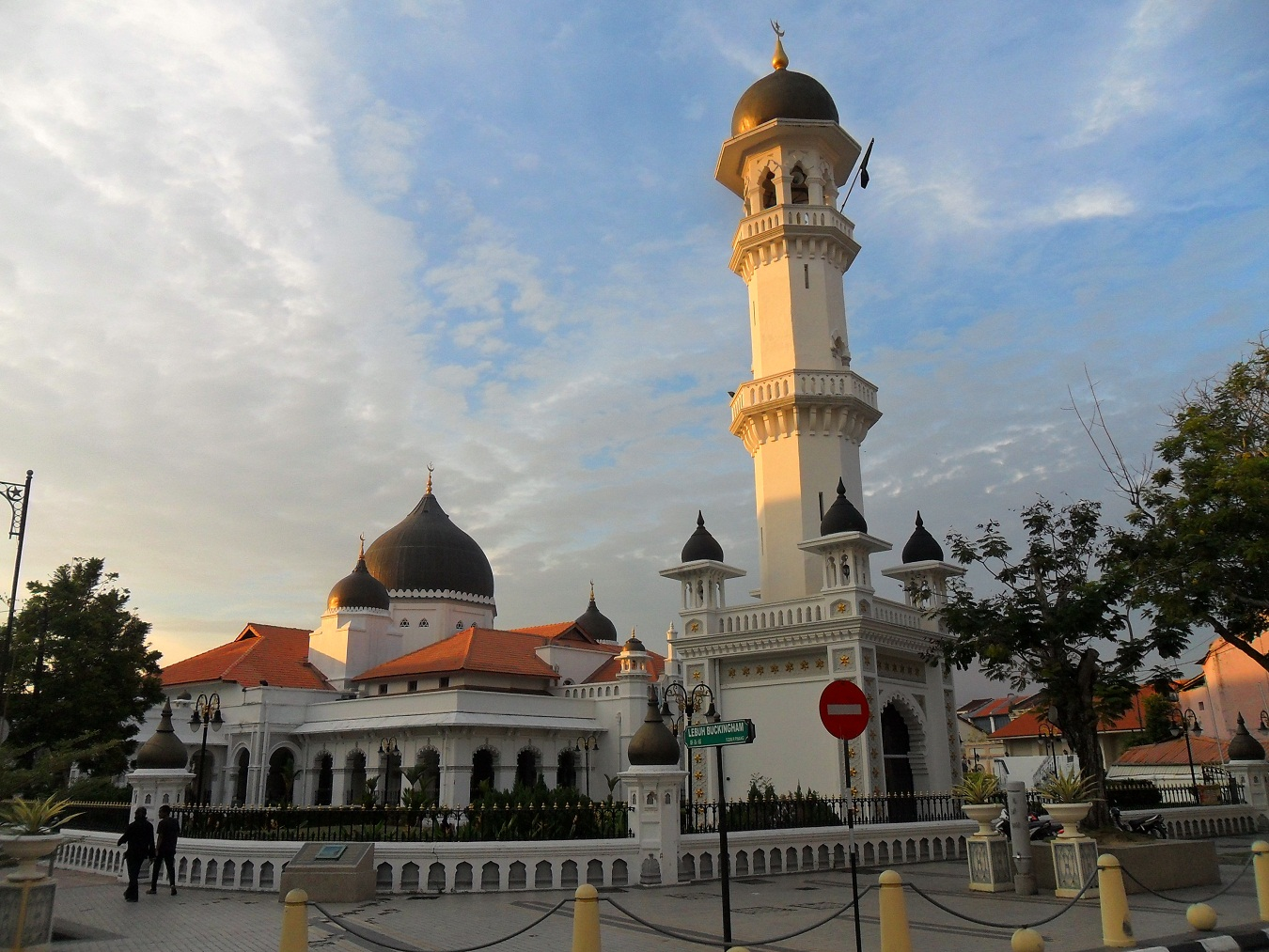
Kapitan Keling mecset George Townban

### Népességének változása
| Lakosok száma | 8 160 975 | 9 844 116 | 11 741 849 | 13 504 433 | 15 764 340 | 19 205 112 | 22 355 057 | 25 365 089 | 28 758 968 | 32 447 385 |
|               | 1960      | 1966      | 1973       | 1979       | 1985       | 1992       | 1998       | 2004       | 2011       | 2020       |

### Népek
A Maláj-félsziget őslakói a sötét bőrű, göndör hajú, ausztralid tipusú negritók, valamint az ősmalájok (protomalájok) töredékei, akik mára a félsziget eldugottabb hegyei közé szorultak vissza. Borneó belsejét szintén protomaláj törzsek lakják (punan, iban stb.), őket nevezik összefoglaló néven dajakoknak. A mai lakosság mintegy felét alkotó újmalájok Kr. e. 1500-tól több hullámban érkeztek Indokína felől. A kínaiak a 18. századtól kezdve vándoroltak be, számuk a 19. század második felében, az ónbányászat fellendülésével ugrott meg. Az indiaiakat (tamilokat) a 19. századtól a britek telepítették be a vasútépítkezésekhez.
Etnikailag a mai lakosság 50%-a maláj, 12%-a ősmaláj (protomaláj) bennszülött, 24%-a kínai, 8%-a indiai (főleg tamil) és 6%-a egyéb.
A maláj államok népessége és etnikumai a 2010-es népszámlálás alapján. Rendezhető táblázat:

### Nyelvek
Az országban a hivatalos nyelv a maláj. A lakosság nagy része beszél angolul. További fő használt nyelvek: a kínai, a tamil, a telugu, a thai és egyéb törzsi nyelvek.

### Vallások
2010-ben a lakosság 61%-a szunnita muszlim, 20%-a buddhista, 9%-a keresztény, 6%-a hindu, 1,3% taoista, konfuciánus és kínai népi vallású, a maradék egyéb, illetve nem vallásos.

### Egyéb adatok
- Városi lakosság aránya 2015-ben: 75%[14]
- Születéskor várható élettartam (2015): férfiaknál 72 év, nőknél 78 év.
- Írástudatlanság (2015): 5,4%.[14]

## Gazdaság
Az elmúlt évtizedekben Malajzia gyökeres változáson ment keresztül. Egy elmaradott, eldugott országból erős, ipari nemzetté vált. Az 1990-es évektől igen gyors gazdasági fejlődés jellemezte, amit részben a nagyarányú külföldi tőkebefektetéseknek köszönhetett. A Maláj-félsziget nyugati pereme az ország legsűrűbben lakott vidéke és ez gazdasági életének a központja is.

### Mezőgazdaság, halászat, erdőgazdálkodás
Legfontosabb élelmiszernövénye a rizs, amelyből behozatalra is szorul. Mezőgazdasága kivitelre kókuszdiót, kakaót, teát, kaucsukot és pálmaolajat termeszt. 
Az ültetvények mintegy 80%-a a Maláj-félszigeten van (2008-ban).
A pálmaolaj termelésében világelső. Az olajpálma fő területe a Maláj-félsziget déli része, de újabban Borneón is egyre inkább telepítik. Kiemelt fontosságú a kaucsukfa.
Egyéb termesztett növények: cukornád, manióka, ananász, fűszerek, zöldségfélék.
Jelentős a gömbfa kivitele.
Malajzia világgazdasági szerepkörét és hírnevét valamikor a nyersgumi exportja alapozta meg. A 20. század közepe óta a gumi vegyipari előállítása nyomán a természetes nyersgumi piaca beszűkült, mígnem a kétféle alapanyag költségének aránya közt érzékeny egyensúly jött létre. 

### Ipar, bányászat
Ásványkincsekben (ón, volfrám, vas, bauxit, kőolaj, földgáz) gazdag ország.
A kaucsuk mellett Malajzia világpiaci fontosságát hosszú ideig az ónércnek köszönhette. Az ónérc bányászatának két fő központja Ipoh és Taiping. Mára a bányák kimerülése és a magas termelési költségek miatt a bányászat erősen visszaesett. Energiahordozók közül jelenleg a kőolaj a legfontosabb az ország exportjában.
A feldolgozóipar a gazdasági élet meghatározó ága. 
Ennek legfontosabb ágazatai a világszínvonalú elektronika, elektrotechnika, precíziósgép-gyártás, közlekedési eszközök gyártása, vegyipar, valamint a gumi- és a fafeldolgozás. Malajzia világszinten az integrált áramkörök egyik legfontosabb exportálója. A vegyipar vezető ága a kőolajfinomítás.

### Külkereskedelem
Malajzia gazdasága nagymértékben függ az exporttól, a globális kereskedelmi környezet pedig hatással van a növekedésre. 
- Exporttermékek: elektronikai berendezések, kőolaj és földgáz, fa és faipari termékek, pálmaolaj, gumi, textil, vegyszerek.
- Importtermékek: elektronikai berendezések, gépek, kőolajtermékek, műanyag, járművek, vas- és acéltermékek, élelmiszerek.

Legfőbb kereskedelmi partnerek: Kína, Szingapúr, USA, Japán, Thaiföld. A 2016-os adatok alapján:
- Export:  Szingapúr 14,7%,  Kína 12,6%,  USA 10,3%,  Japán 8,1%,  Thaiföld 5,7%,  Hongkong 4,8%,  India 4,1%
- Import:  Kína 19,4%,  Szingapúr 9,8%,  Japán 7,7%,  USA 7,6%,  Thaiföld 5,8%,  Dél-Korea 5%,  Indonézia 4%

### Egyéb gazdasági adatok
- A nemzeti össztermék (GNP) megoszlása [mikor?]: mezőgazdaság 12%, ipar 40%, szolgáltatások 48%.

## Közlekedés

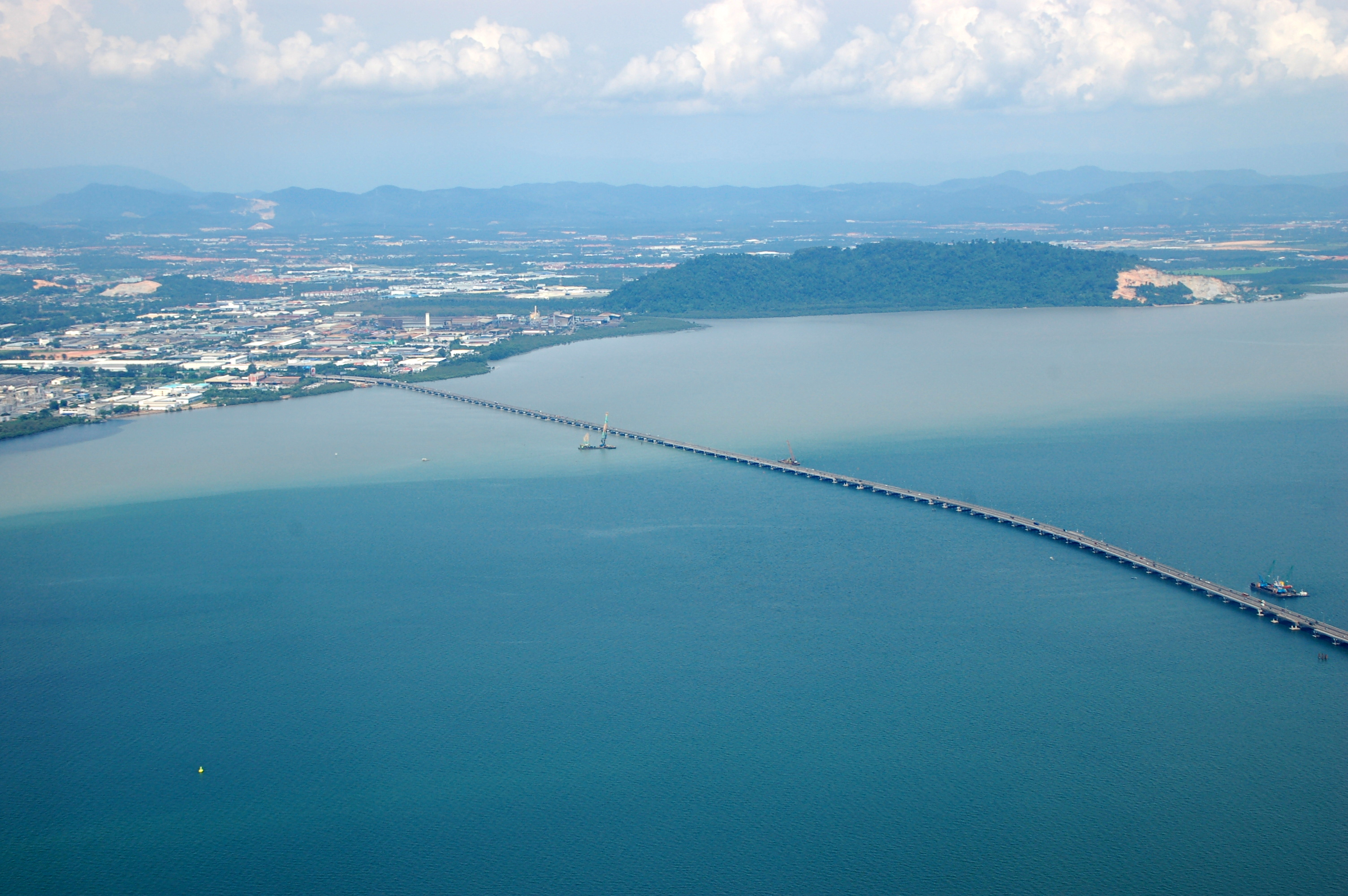
A Maláj-félszigetet Pinang szigetével összekötő, 13,5 km hosszú, első közúti híd egy része

### Közút
Malajzia úthálózata 144 400 km, amelyből 116 000 km burkolt és 1821 km gyorsforgalmi út. (2014)

### Vasút
A vasúthálózat hossza 2418 km.
Az ázsiai kontinens legdélebbre fekvő vasúti megállója Malajzia Johor Bahru városának vasúti megállója.

### Légi közlekedés
118 repülőtere van, amelyből 2015-ben 38 burkolt pályájú.
Nemzetközi forgalmú repülőterek: 
- Nyugat-Malajzia: Kuala Lumpur (KUL), Penang (PEN), Senai (Johor Bahru, JHB), Subang (Shah Alam, SZB), Malacca (MKZ), Langkawi (LGK)
- Kelet-Malajzia: Kota Kinabalu (BKI), Kuching (KCH)

A nemzeti légitársaság a Malaysia Airlines; további fő helyi kereskedelmi légitársaságok az AirAsia, a Malindo Air, a Firefly, a MASwings, a Berjaya Air.

### Vízi közlekedés
A két legfontosabb kikötője a félszigeten található: Port Klang és Tanjung Pelepas.
További fő kikötők: Bintulu, Kota Kinabalu, Kuantan, Kemaman, Kuching, Kudat, Labuan, Lahad Datu, Lumut, Miri, Pasir Gudang, George Town, Penang, Port Dickson, Sandakan, Sibu, Tanjung Berhala, Tanjung Kidurong, Tawau, Kuala Kedah.

## Telekommunikáció
| Hívójel prefix | 9M, 9W |
| ITU zóna       | 54     |
| CQ zóna        | 28     |

## Kultúra
Malajzia egy többnemzetiségű ország. A három fő etnikum: malájok, kínaiak és indiai népek. 
A malájok a népesség kicsit több, mint felét alkotják és leginkább muszlimok. 
A kínai eredetű malájok az ország népességének kb. negyedét teszik ki, és többnyire a félsziget nagyobb városaiban élnek. A legtöbb kínai buddhista, taoista vagy keresztény. 
Az indiai eredetű malájok a népesség kb. 7-8% -át teszik ki. Leginkább tamil, malajálam és hindi anyanyelvűek és többnyire hinduk vagy muszlimok. Ők főleg a Maláj-félsziget nyugati partvidékén élnek.

## Turizmus

### Fő látnivalók
- Kuala Lumpur,
- Petronas-ikertorony
- Merdeka 118, a világ második legmagasabb épülete
- Melaka
- Pinang (Penang)
- Langkawi, Tioman, Pankor, Redang, Kapas szigete
- Cameron Highlands (teaültetvények, vízesések, vadvilág)
- Sarawak és Sabah Nemzeti Parkjai
- A maláj (iszlám, kínai, hindu és őslakos) kultúra; templomok, fesztiválok stb.

### Közbiztonság
A bűnözési ráta magas amely azonban csak ritkán erőszakos, testi sérülést okozó bűncselekmény.
Turista helyeken elterjedtek a kismotorosok által elkövetett rablások, akik elsősorban külföldi nők válláról rántják le a kézitáskát. Jelentős még a bankkártyacsalás és a bankautomaták manipulálása.

## Sport

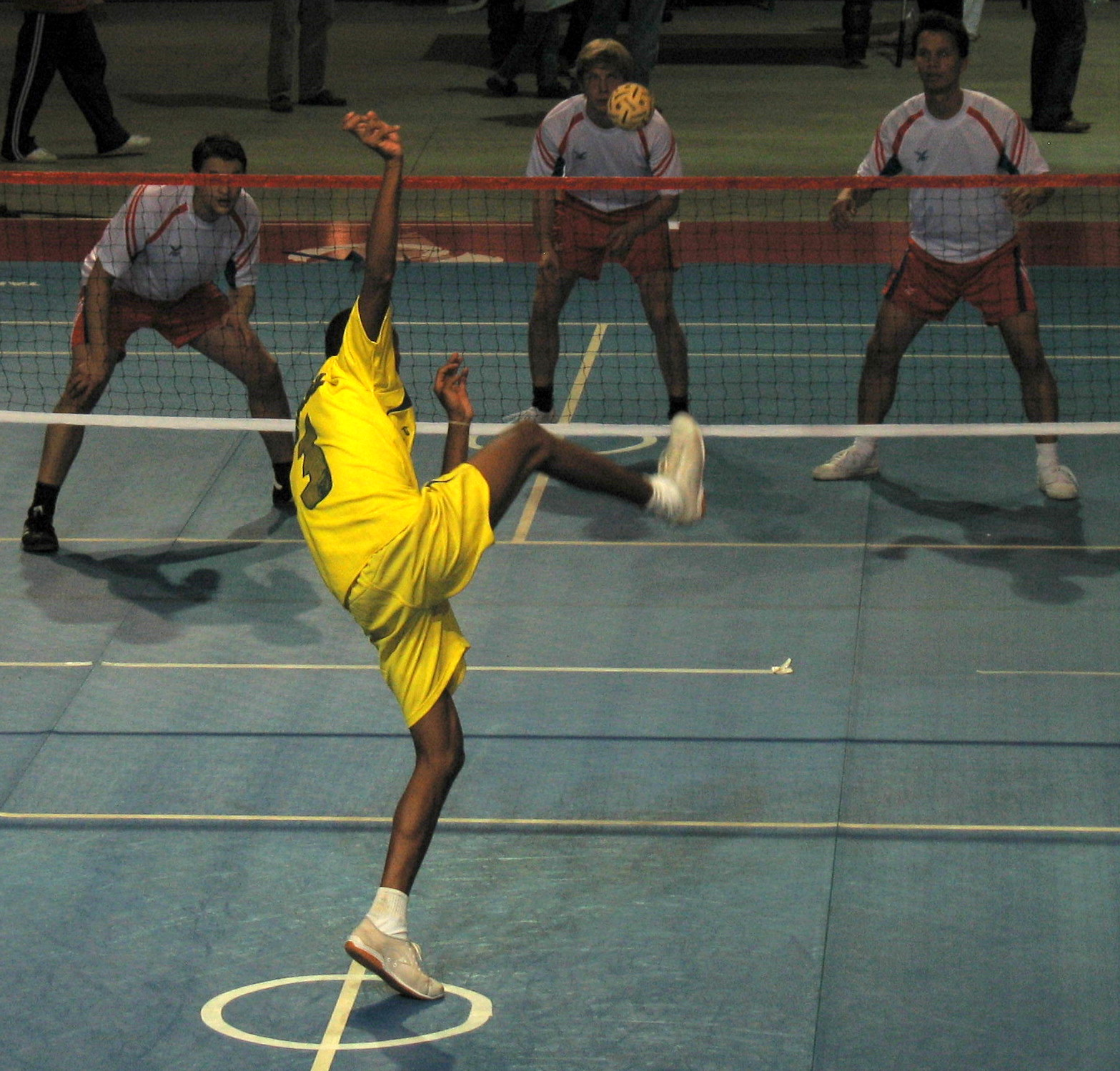
Sepak takraw

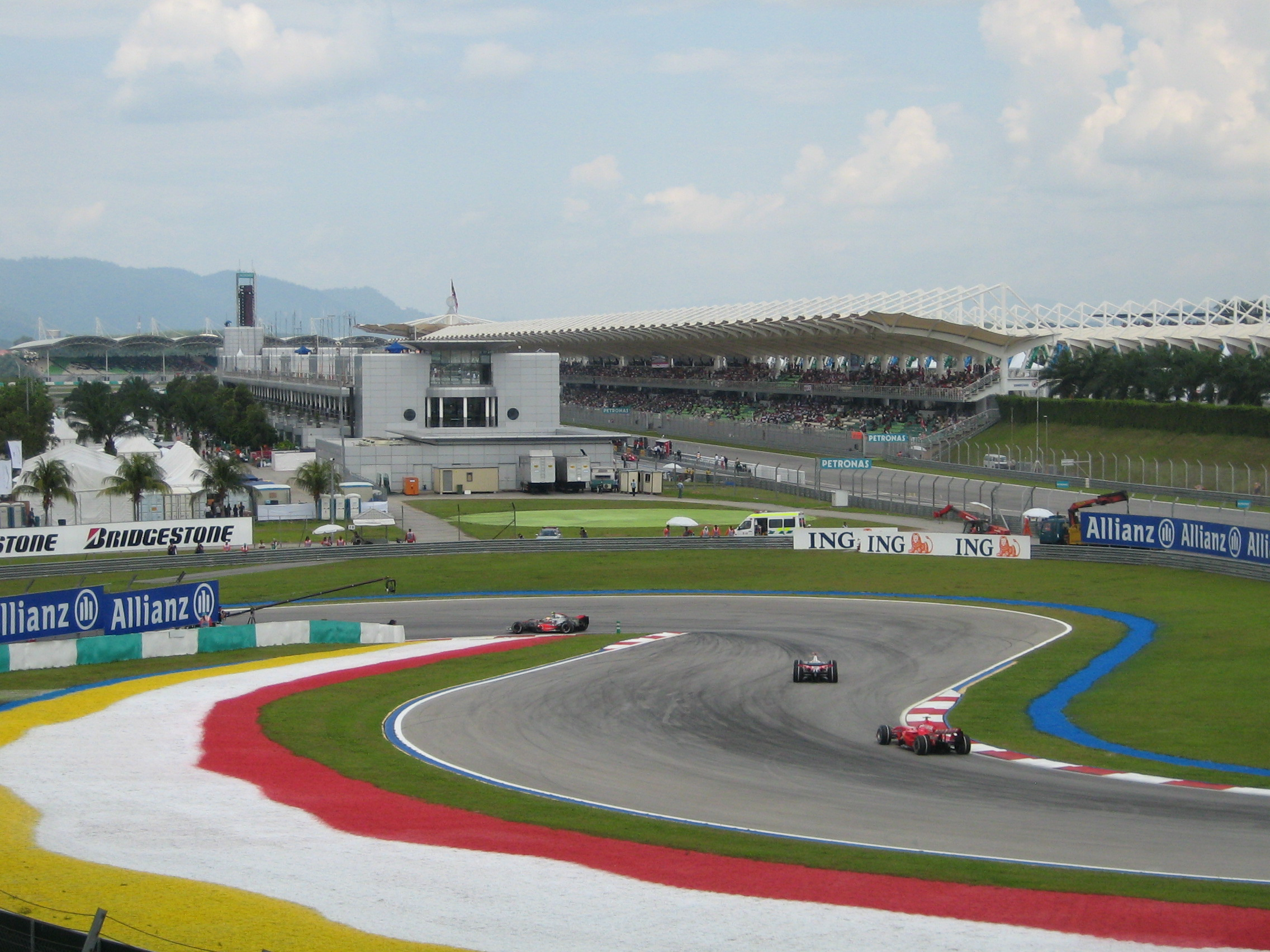
A Formula–1 pályája, Sepang International Circuit

- Rögbi
- Sepak takraw
- Gyeplabda
- MotoGP

- Formula–1

- Labdarúgás

- Tollaslabda
- Fallabda
- Harcművészetek

## Ünnepek

### Ünnepek
Országos szintű ünnepek:
| Időpont           | Ünnep                        | Megjegyzés                        |
| Január-Február    | Kínai újév                   | 2 napos                           |
| Január-Március    | Mawlid                       | Mohamed próféta születésnapja     |
| Május 1.          | A munka ünnepe               |                                   |
| Május             | Vészák                       | Buddha születésnapja              |
| Június            | Agong emléknapja             | a király születésnapja            |
| Aug 31 - Szept. 1 | Hari Merdeka                 | az ország függetlenségének ünnepe |
| Szeptember 16     | Malajzia-nap (Hari Malaysia) |                                   |
| Október-November  | Diwali                       | kivéve Sarawak                    |
| December          | Karácsony                    |                                   |
| változó           | Eid ul-Fitr                  | 2 napos                           |
| változó           | Hari Raya Aidiladha          |                                   |
| változó           | iszlám újév                  |                                   |